# Viscosia setosa
Viscosia setosa is een rondwormensoort uit de familie van de Oncholaimidae.